# Spilobotys
Spilobotys là một chi bướm đêm thuộc họ Erebidae.